# Paroisses, paroissiens, paroissiennes
Pour plus de détails, voir Fiche technique et Distribution.
Paroisse, paroissiens, paroissiennes est un film français documentaire réalisé par Marie-Claude Treilhou, sorti en 1995.

## Synopsis
Ce documentaire présente des témoignages de personnes directement engagées dans la vie de la paroisse du Kremlin-Bicêtre, ville de la région parisienne populaire et multi-ethnique.

## Fiche technique
- Titre : Paroisse, paroissiens, paroissiennes
- Réalisation et scénario : Marie-Claude Treilhou
- Cadreurs : Lionel Legros, Charles Lehmann, Julien Bertrand
- Son : Yves Zlotnicka, Gérard Lecas
- Monteurs : Khadicha Bariha Simsole
- Pays d'origine :  France
- Format : couleur
- Production : Les Films de la Boissière - Arte France
- Genre : documentaire
- Durée : 55 minutes
- Date de sortie : 1995 (France)